# 五日市 (韓国)
五日市（オイルジャン、ハングル:오일장）は韓国各地で定期的に開かれる市場である。

## 概要
五日市は、日付の一桁目が1・6日、2・7日、3・8日、4・9日、5・0日にあたる、概ね5日おきに韓国各地の邑、面単位で開かれている。近隣の五日市の間では市日（ジャンナル、場日/장날）は重複しないように設定されている。
五日市は郷市（ヒャンシ、鄕市/향시）として高麗時代に遡り、李氏朝鮮時代にかけて発展したとされている。郷市は他に二日市、三日市、十日市なども行われていたが、より一般的に行われていた五日市に収斂していったものと考えられる。徒歩で一日で往復できる30〜60里（朝鮮の1里は約400m）を目安に、全土に蜂の巣状に散在している。隣接する五日市のジャンナルは重複せず、行商人が無駄なく廻れるようになっている。
日本の統治時代は常設市場が整備され一時衰退したが、戦後盛り返した。
今日でも全国各地で五日市が開かれており、その土地の特産品を買い求める観光客に向けて道路地図の多くに五日市の情報が掲載されている。中でも旌善郡の五日市が有名で、ジャンナルには旌善アリランが披露されるなど、賑わいをみせている。